# William Carrier
William Carrier (LaSalle, Quebec, 20 de diciembre de 1994), apodado Mild Bill, es un jugador profesional canadiense de hockey sobre hielo que se desempeña en la posición de extremo izquierdo en Vegas Golden Knights, equipo de la National Hockey League (NHL).

## Carrera
Fue seleccionado en la segunda ronda en la NHL Entry Draft de 2013. En 2016 hizo su debut profesional con el equipo Buffalo Sabres, en el cual jugó una temporada (2016-2017), después pasó a Vegas Golden Knights, donde lleva jugando siete temporadas.